# Léonard (prénom)
Pour les articles homonymes, voir Léonard.
Léonard est un prénom français d'origine germanique, fêté le 6 novembre.

## Origine
Le prénom Léonard est une adaptation savante en latin médiéval, d'après le latin Leo, leonis qui signifie « lion », d'un prénom germanique basé sur l'élément le[w]o « lion » (cf. allemand Löwe, littéraire Leu ; néerlandais leeuw), lui-même emprunt au latin, et l'élément hard « dur », devenu le suffixe -ard en français.
La présence d'un [n] intervocalique s'explique par la forme fléchie du mot germanique (cf. allemand Löwe, Löwen ; néerlandais leeuw, leeuwen. cf. aussi le nom allemand de Richard Cœur de Lion : Löwenherz) qui a été assimilée précocement à la déclinaison latine -o / -onis (cf. Cicero / Ciceronis). 
On rencontre parfois la latinisation Leunardus et les formes Liudhard et Leubardus qui sont de tout autres prénoms basés sur un préfixe d'origine germanique différent liud- « gens » (cf. vieux saxon liud ; vieux haut allemand liuti > allemand Leute « gens ». cf. français leude cf. ancien prénom Léotard, Lieutard) et lieb- (variante latinisée en leub-) « amour » (cf. anciens prénoms Liebart, Liebaert).

## Variantes et diminutifs
- au féminin : Léonarda, Léonarde.
- en occitan : diminutif Liaunou, Liaunassou, Nardou.
- dans d'autres langues :
  - allemand : Leonhard ou Leonard.
  - anglais : Leonard ; les anglophones donnent souvent les diminutifs Lennie ou Lenny aux personnes qui se prénomment Leonard.
  - italien, espagnol et portugais : Leonardo.
  - néerlandais : Lenaarts ou Leonard.

## Personnes portant ce prénom
- Pour les articles sur les personnes portant ce prénom, consulter la liste générée automatiquement pour Léonard, Leonhard, Lennie, Lenny et Leonardo.